# Crisip (escriptor d'agricultura)
Crisip ('en llatí Chrysippus, en grec antic Κρύσιππος "Khrysippos") fou un escriptor grec sobre temes d'agricultura.
La seva obra Γεωργικά, és mencionada per Diògenes Laerci. És un Crisip diferent al Crisip que va ser deixeble d'Erasístrat.